# Gerard King
Gerard King (nacido el 25 de noviembre de 1972 en Nueva Orleans, Luisiana) es un jugador de baloncesto profesional estadounidense retirado, que jugó en San Antonio Spurs así como con los Washington Wizards en la NBA. 

## Trayectoria deportiva

### Universidad
King asistió a la Universidad Estatal Nicholls en Luisiana, y finalizó su carrera antes de saltar a la NBA como cuarto máximo anotador además del sexto en rebotes en la historia del colegio. Pasó a formar parte del Hall of Fame de baloncesto de Luisiana en 2006.

### Profesional
Fue miembro de los San Antonio Spurs en la temporada 1998-99, en la que los Spurs ganaron el anillo. Después jugaría sus dos últimas temporadas (1999-01) para los Wizards. En 126 partidos, promedió 4.5 puntos y 3.1 rebotes.
Formó parte del equipo nacional estadounidense en el Campeonato Mundial de 1998, ganando la medalla de bronce.